# Helius gracilirostris
Helius gracilirostris är en tvåvingeart som beskrevs av Alexander 1962. Helius gracilirostris ingår i släktet Helius och familjen småharkrankar. Inga underarter finns listade i Catalogue of Life.